# Turneraceae
Famille
Classification APG II (2003)
Classification APG III (2009)
Les Turneraceae sont une famille de plantes à fleurs dicotylédones. Selon Watson & Dallwitz, elle compte environ 120 espèces réparties en 10 genres.
Ce sont des arbustes ou des plantes herbacées à feuilles alternes simples, des régions subtropicales à tropicales originaires de Madagascar, des Mascareignes, d'Amérique du Sud et des Antilles.

## Étymologie
Le nom vient du genre Turnera créé par Carl von Linné en l'honneur du botaniste anglais William Turner (1508-1568).

## Classification
La classification phylogénétique APG (1998) situe cette famille dans les Malpighiales. En classification phylogénétique APG II (2003) cette famille est optionnelle : ces plantes peuvent être incluses dans les Passifloraceae. 
En classification phylogénétique APG III (2009), cette famille est invalide et ses genres sont incorporés dans la famille Passifloraceae.

## Liste des genres
- Adenoa (en), Arbo, 1977
- Erblichia (en), Seem., 1853
- Hyalocalyx (en), Rolfe, 1884
- Loewia (en), Egger, 1856
- Mathurina (en), Balf.f., 1876
- Piriqueta Aubl., 1775
- Stapfiella (en), Gilg, 1913
- Streptopetalum (en), 	Hochst., 1841
- Tricliceras (en), Thonn. ex DC., 1826 ( =Wormskioldia, Thonn., 1827)
- Turnera L.